# María Luisa Albores González
María Luisa Albores González (Ocosingo, Chiapas; 18 de julio de 1976) es una ingeniera agrónoma y política mexicana, miembro del partido Morena. Se desempeñó como secretaria de Bienestar de 2018 a 2020 y secretaria de Medio Ambiente y Recursos Naturales de 2020 a 2024 durante el sexenio del presidente Andrés Manuel López Obrador.

## Trayectoria
Es ingeniera agrónoma egresada de la Universidad Autónoma Chapingo. Tiene estudios en Pedagogía de sujeto y práctica educativa en el Centro de estudios para el desarrollo rural, mientras que sus estudios en economía social y solidaria y emprendimiento los realizó por la Universidad Iberoamericana Puebla, la Universidad de Mondragón y la Escuela Andaluza de Economía Social.
Albores González es miembro del consejo de administración de Yeknemilis A.C con los cuales han realizado diferentes proyectos que tienen incidencia en la producción en campo (manejo de la producción, mejora en la cosecha, manejo poscosecha, líneas de transformación así como la búsqueda de financiamiento para el acopio del producto en café, pimienta, maíz, miel, proyectos de traspatio, ecotecnias y servicios ecoturísticos).
En 2012, el entonces candidato a la presidencia de México, Andrés Manuel López Obrador la propuso para encabezar la Secretaría de la Reforma Agraria. Fue presidenta de Morena en Puebla de noviembre de 2012 a octubre de 2015.
En 2017 fue propuesta por López Obrador para formar parte de su gabinete al frente de la Secretaría de Bienestar, cargo que asumió el 1 de diciembre de 2018. El 2 de septiembre de 2020, ante la renuncia de Víctor Manuel Toledo Manzur a la Secretaría de Medio Ambiente y Recursos Naturales, abandonó la Secretaría de Bienestar para ocupar la titularidad de la SEMARNAT.